# Forsstroemia noguchii
Forsstroemia noguchii är en bladmossart som beskrevs av Robert Mackenzie Stark 1983. Forsstroemia noguchii ingår i släktet Forsstroemia och familjen Leucodontaceae. Inga underarter finns listade i Catalogue of Life.